# Dolores Hidalgo, Guanajuato
- Pentru alte sensuri, vedeți Dolores.
- Pentru alte sensuri, vedeți Hidalgo (dezambiguizare).

Dolores Hidalgo este un oraș din partea central-nordică a statului Guanajuato, unde Miguel Hidalgo y Costilla a rostit în dimineața zilei de 16 septembrie 1810 celebra sa cuvântare, Grito de Dolores, prin care chema populația Mexicului la război împotriva spaniolilor. 
Numele inițial al orășelului era Dolores, dar a fost schimbat ulterior în Dolores Hidalgo pentru a-l onora pe Tatăl Mexicului independent, cum a fost supra-numit Miguel Hidalgo. 